# Cá pecca châu Âu
Cá pecca châu Âu (danh pháp hai phần: Perca fluviatilis) là một loài cá pecca săn mồi được tìm thấy ở châu Âu và châu Á. Trong một số khu vực được gọi là pecca vây đỏ hoặc cá pecca Anh, và nó thường được gọi đơn giản là cá pecca. Loài này là một mỏ đá phổ biến cho môn câu cá và đã được du nhập rộng rãi vượt ra ngoài khu vực bản địa của nó, vào nước Úc, New Zealand và Nam Phi. Chúng đã gây ra thiệt hại đáng kể cho các quần thể cá bản địa ở Úc.
Cá pecca châu Âu cá rô màu xanh lục với, vây và cuối đuôi đỏ. Chúng có 5-9 vạch sẫm màu dọc ở hai bên thân. Cá pecca châu Âu có thể khác nhau rất nhiều về kích thước giữa các vùng nước. Tuổi thọ 22 năm, và lớn hơn cá pecca thường có kích thước lớn hơn con trưởng thành có kích thước trung bình rất nhiều, chiều dài tối đa được ghi nhận là 60 cm (24 in). Kỷ lục ở Anh là 2,8 kg (6 lb 2 oz), nhưng chúng phát triển lớn hơn trong lục địa châu Âu hơn so với ở Anh, và nhiều như 9 kg (20 lb) ở Úc.
Tại thời điểm tháng 11 năm 2010, kỷ lục chính thức của tất cả các kỷ lục thế giới đứng ở mức 1,5 kg (3 lb 5 oz) mặc dù kỷ lục cá thể từ các khu vực khác nhau ghi lại con cá lớn hơn.